# Сімон Портегіс Зварт
Сімон Фредерік Портегіс Зварт (нід. Simon Frederik Portegies Zwart) — голландський астроном, астрофізики і спеціаліст з чисельних моделювань. Його дослідження зосереджені, в основному, на моделюванні астрономічних явищ на суперкомп'ютерах. Він очолює міждисциплінарну групу з астрономічних обчислень у Лейденській обсерваторії в Лейденському університеті.

## Біографія
Портегіс Зварт отримав ступінь доктора філософії в Утрехтському університеті в 1996 році під керівництвом професора Франка Вербунта. Після цього він працював як стипендіат Спінози в Амстердамському університеті. 1997 року він поїхав до Токіо на рік як стипендіат Японського товариства сприяння науці. Потім Портегіс Зварт отримав Габблівську стипендію в США. Він працював з цією стипендією у Бостонському університеті (1998) і Массачусетському технологічному інституті (2000). У 2002 році він приїхав до Амстердама і продовжив свої дослідження як стипендіат Нідерландської королівської академії наук. 2007 року він був призначений доцентом Лейденського університету, а 2009 року — професором. З 2013 по 2021 рік був головним редактором міжнародного наукового журналу «Computational Astrophyiscs and Cosmology».

## Наукові дослідження
Портегіс Зварт займається дослідженнями дуже широкого діапазону астрономічних явищ, переважно, за допомогою чисельних моделювань на суперкомп'ютерах.
Станом на грудень 2022 року має 102 наукові статті і індекс Хірша 83.

## Популяризація науки
Портегіс Зварт бере активну участь у популяризації науки, читаючи лекції в початкових і середніх школах, а також пишучи науково-популярні статті та книги. Є автором статей у науково-популярних журналах Scientific American та New Scientist. Написав популярну книгу про походження Сонячної системи (у співавторстві із журналістом Мартіном ван Камлтаутом).

## Нагороди
У 2000 році есе Зварта і Макміллана про термодинаміку чорних дір отримало «почесну згадку» від Gravity Research Foundation.
У 2007 році Портегіс Зварт і Елін Толстой розділили Премію пастора Схмейтса Астрономічного інституту Каптейна Гронінгенського університету.

## Дивіться також
- Математичне моделювання
- Зоряне скупчення
- Білий карлик
- Нейтронна зоря
- Чорна діра
- Подвійна зоря
- Подвійний пульсар